# Vladislav Mandić
Vladislav Mandić est un joueur serbe de volley-ball né le 28 septembre 1976. Il mesure 1,99 m et joue réceptionneur-attaquant.

## Clubs
| Club                | Pays   | De        | À         |
| ------------------- | ------ | --------- | --------- |
| FL Saint-Quentin    | France | 2001-2002 | 2002-2003 |
| Cambrai Volley-Ball | France | 2003-2004 | 2006-2007 |
| Saint-Brieuc CAVB   | France | 2007-2008 | 2009-2010 |
| AL Canteleu-Maromme | France | 2009-2010 | ...       |